# Caroline Emily Nevill
Carolina Emily Nevill (Longford Hall, 31 maggio 1829 – Belgravia, 23 febbraio 1887) è stata una fotografa britannica.

## Biografia
Appartenente all'alta nobiltà britannica, figlia secondogenita del 4º conte di Abergavenny, William Nevill e di Caroline Leeke, ebbe un fratello maggiore William (1826–1915) e due sorelle minori che, insieme a lei, si interessarono di fotografia e di beneficenza: Henrietta Augusta, conosciuta come Augusta Mostyn (1830–1912), e Isabel (1831–1915). L'ultimo fratello, Ralph, nacque nel 1832 e morì nel 1914.
Le tre sorelle sono state introdotte alla pratica fotografica dall'antiquario e fotografo amatoriale W.J. Thomas, il quale fu anche direttore della rivista "Notes and Queries". Appare probabile che abbiano iniziato ad apprenderne i segreti tra la fine degli anni Quaranta e l'inizio del decennio successivo tanto che le sorelle esposero presso la Royal Photographic Society a Londra nel 1854, venendo soprannominate il "Trio" e mostrando già buone capacità.
La sorella Henrietta Augusta sposò l'anno seguente Thomas Lloyd-Mostyn con cui ebbe due figli e la coppia andò a vivere nel Galles a Llandudno di cui fu una benefattrice, facendo costruire la chiesa ed aprendo la prima galleria, divenuta poi la Mostyn Gallery, per opere d'arte realizzate da artiste donne, la prima al mondo, mentre Isabel si era già sposata l'anno precedente con Edward Vesey Bligh e anche lei ebbe due figli.
Nevill partecipò alla fondazione del Photographic Exchange Club nel 1855, contribuendo a realizzare quattro album fotografici con vedute paesaggistiche ed architettoniche della contea del Kent tra il 1855 e il 1858. Dal 1859 collaborò con l'Amateur Photographic Association. Caroline non si sposò mai.
Il suo ritratto, realizzato dalla fotografa francese Camille Silvy nel 1861, è conservato alla National Portrait Gallery di Londra.